# Populuxe
 (août 2023).
La mise en forme du texte ne suit pas les recommandations de Wikipédia : il faut le « wikifier ».
Les points d'amélioration suivants sont les cas les plus fréquents. Le détail des points à revoir est peut-être précisé sur la page de discussion.
- Les titres sont pré-formatés par le logiciel. Ils ne sont ni en capitales, ni en gras.
- Le texte ne doit pas être écrit en capitales (les noms de famille non plus), ni en gras, ni en italique, ni en « petit »…
- Le gras n'est utilisé que pour surligner le titre de l'article dans l'introduction, une seule fois.
- L'italique est rarement utilisé : mots en langue étrangère, titres d'œuvres, noms de bateaux, etc.
- Les citations ne sont pas en italique mais en corps de texte normal. Elles sont entourées par des guillemets français : « et ».
- Les listes à puces sont à éviter, des paragraphes rédigés étant largement préférés. Les tableaux sont à réserver à la présentation de données structurées (résultats, etc.).
- Les appels de note de bas de page (petits chiffres en exposant, introduits par l'outil «  Source ») sont à placer entre la fin de phrase et le point final[comme ça].
- Les liens internes (vers d'autres articles de Wikipédia) sont à choisir avec parcimonie. Créez des liens vers des articles approfondissant le sujet. Les termes génériques sans rapport avec le sujet sont à éviter, ainsi que les répétitions de liens vers un même terme.
- Les liens externes sont à placer uniquement dans une section « Liens externes », à la fin de l'article. Ces liens sont à choisir avec parcimonie suivant les règles définies. Si un lien sert de source à l'article, son insertion dans le texte est à faire par les notes de bas de page.
- La présentation des références doit suivre les conventions bibliographiques. Il est recommandé d'utiliser les modèles {{Ouvrage}}, {{Chapitre}}, {{Article}}, {{Lien web}} et/ou {{Bibliographie}}. Le mode d'édition visuel peut mettre en forme automatiquement les références.
- Insérer une infobox (cadre d'informations à droite) n'est pas obligatoire pour parachever la mise en page.

Pour une aide détaillée, merci de consulter Aide:Wikification.
Si vous pensez que ces points ont été résolus, vous pouvez retirer ce bandeau et améliorer la mise en forme d'un autre article.

Le Populuxe est une mode ainsi que la dénomination d'une esthétique populaire aux États-Unis entre les années 1950 et 1960. Le terme populuxe est un mot-valise associant les deux termes de populaire et de luxe (popular et luxury en anglais).

Le style suggérait une idée du luxe, en redesignant des objets de la vie quotidienne telles que les radios ou les pendules, introduisant - en règle générale - du plastique de teintes pastelles, et en utilisant des formes curvilignes ou au contraires très angulaires, soulignant les contours de l'objet avec des garnitures en plastique métallisé imitant le chrome.

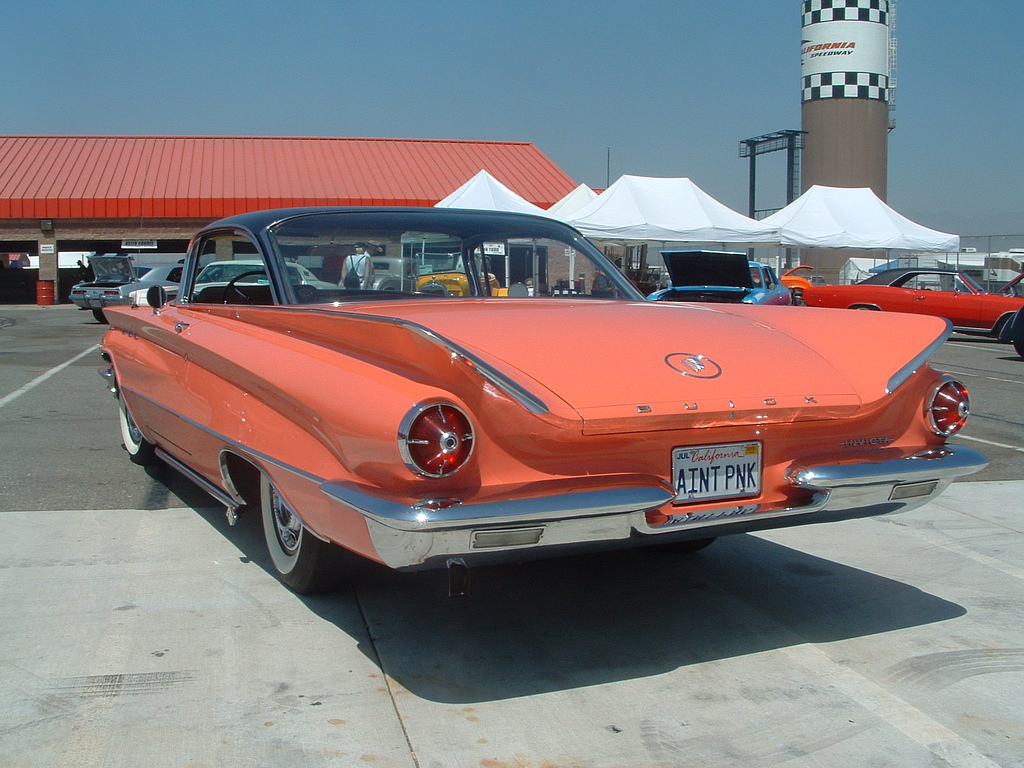
Buick de 1961, style d'influence Googie.
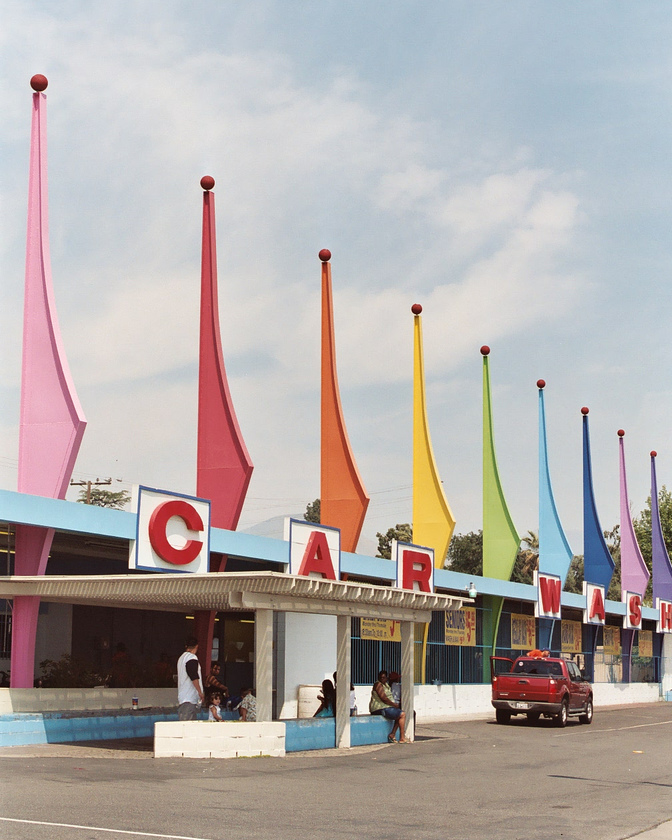
Car wash de San Bernardino, en Californie.
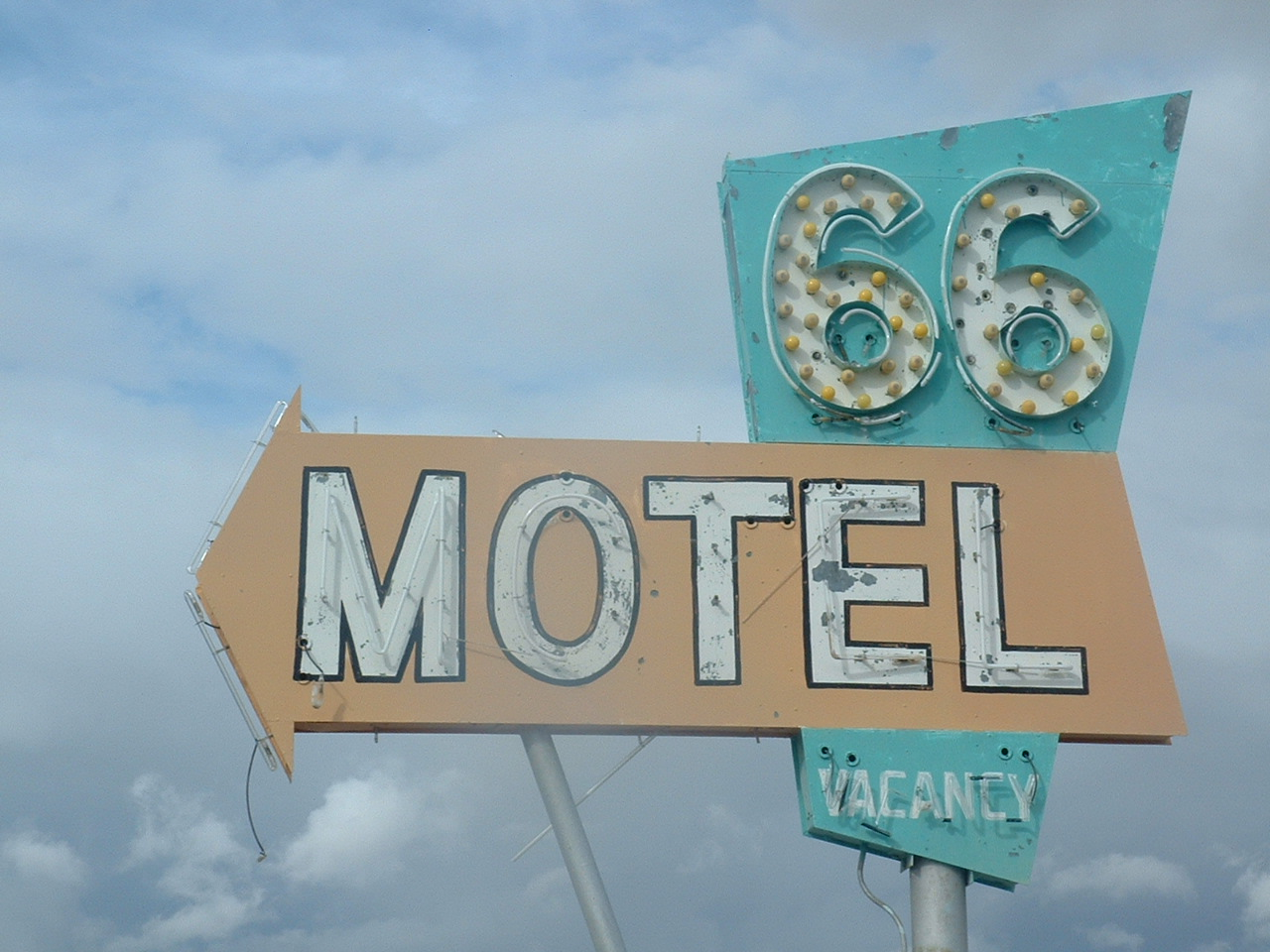
Enseigne de motel sur la route 66 à Needles, en Californie.
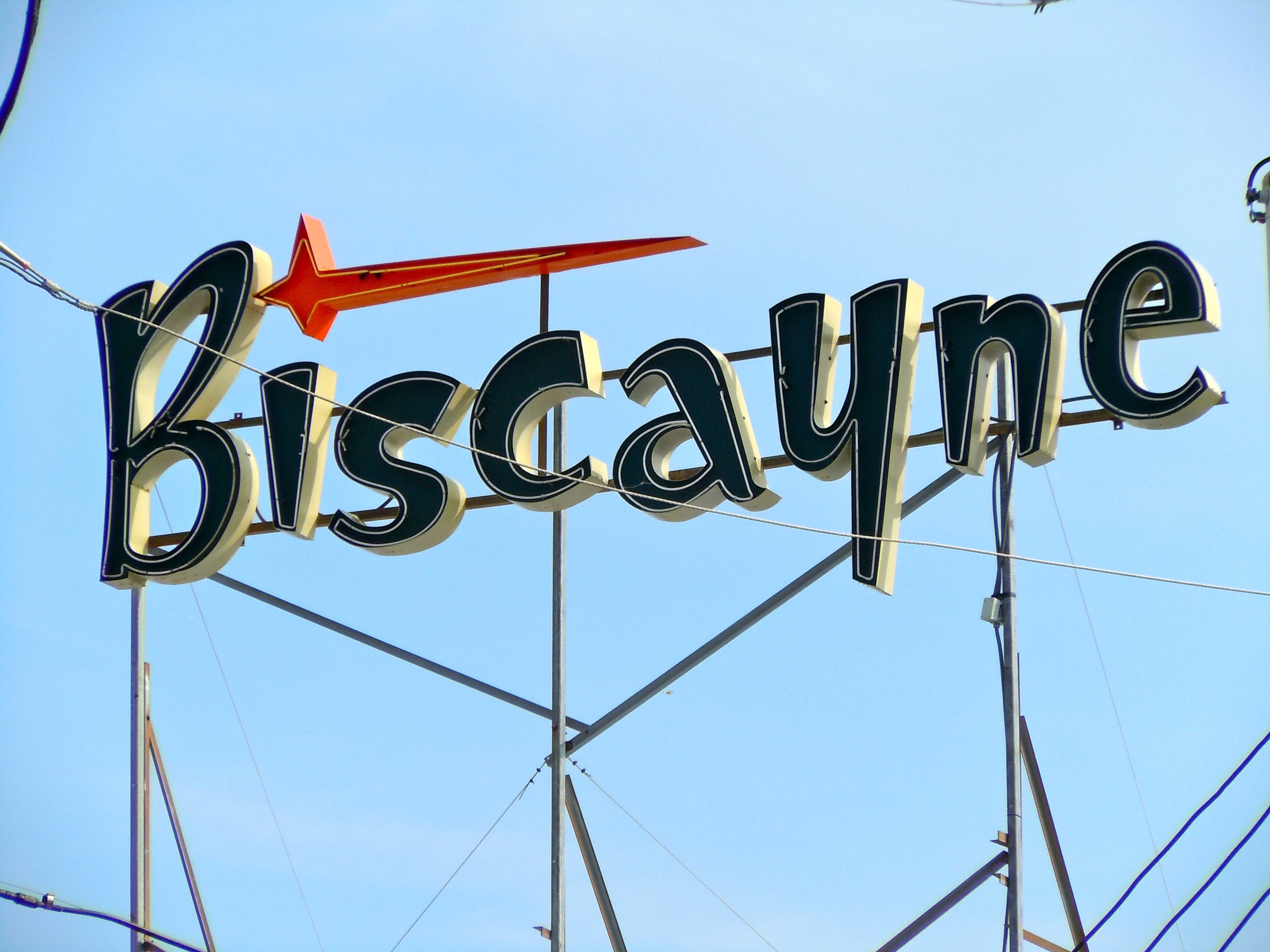
Enseigne néon de style Doo-Wop de l'hôtel Biscayne à Wildwood Crest, dans le New Jersey.

Pour ce qui concerne les bâtiments, ceux-ci emploient couramment des formes géométriques aux teintes pastelles, se servant abondamment de surfaces architecturales décoratives en stuc, en tôle ou encore en acier inoxydable.
Le concept de populuxe est apparu lorsque les consommateurs se sont mis à considérer des produits dit de "semi-luxe" comme des articles de luxe à proprement parler et en faire ainsi des biens de consommation de masse.
Les designers et créateurs ont considéré que la nouvelle génération de consommateurs, (consommateurs de masse),désiraient désormais que les objets du quotidien se parent de finitions propres à celles du luxe.
Cela peut s'interpréter comme une ramification du fordisme du premier quart du XXe siècle et que ce courant a largement bénéficié des débuts de la culture "émulative" des célébrités.
De la même manière, le Populuxe est associé à l'évolution de la consommation et au consumérisme
Le mouvement populuxe est associé au travail de nombreux artistes, designers, graphistes, créateurs de meubles, architectes d'intérieur et architectes en bâtiments. Il s'inscrit entre d'autres mouvements de design et d'architecture de la même période, comme  l'architecture moderne du milieu du siècle, le Streamline Moderne, l'architecture Googie (voir aussi architecture Doo Wop). Ce mouvement, comme celui du space age renvoie tout particulièrement à une esthétique futuristes, fortement influencée par l'ère spatiale, l'évolution de la technologie et porté par un certain optimisme.